# Bloque de fallas

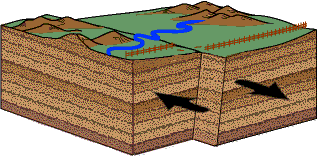
Movimiento horizontal entre bloques a lo largo de una falla de deslizamiento.

Los bloques de falla son bloques de roca muy grandes, a veces de cientos de kilómetros de extensión, creados por tensiones tectónicas y localizadas en la corteza terrestre. Grandes áreas de lecho de roca están divididas en bloques por fallas. Los bloques se caracterizan por litologías relativamente uniformes. Los mayores de estos bloques de fallas se denominan bloques de corteza. Los grandes bloques de la corteza terrestre desprendidos de placas tectónicas se denominan terrenos. Los terrenos que ocupan todo el espesor de la litosfera se denominan microplacas. Los bloques del tamaño de un continente se denominan de diversas formas microcontinentes, cintas continentales, bloques H, alóctonos extensionales y máximos exteriores. 
Debido a que la mayoría de las tensiones están relacionadas con la actividad tectónica de las placas en movimiento, la mayor parte del movimiento entre bloques es horizontal, es decir, paralelo a la corteza terrestre mediante fallas de deslizamiento. Sin embargo, el movimiento vertical de bloques produce resultados mucho más dramáticos. Las formas del relieve (montañas, colinas, crestas, lagos, valles, etc.) a veces se forman cuando las fallas tienen un gran desplazamiento vertical. Los adyacentes bloques elevados (macizos tectónicos o horsts) y hundidos (fosas tectónicas o grabens) pueden formar altos escarpes. A menudo el movimiento de estos bloques va acompañado de inclinación, debido a la compactación o estiramiento de la corteza en ese punto.

## Montañas de bloques de falla

Geología de bloques de fallas elevadas

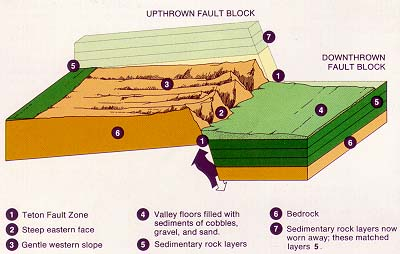
Formación de bloques de falla inclinados en la cordillera Teton

Las montañas con bloques de falla a menudo son resultado del rift, un indicador de tectónica extensional. Estos pueden ser pequeños o formar extensos sistemas de valles de rift, como la zona del Rift de África Oriental. El Valle de la Muerte en California es un ejemplo más pequeño. Hay dos tipos principales de montañas de bloques: bloques elevados entre dos fallas y bloques inclinados controlados principalmente por una falla.
Las montañas de bloques de tipo elevado tienen dos lados empinados que exponen ambos escarpes laterales, lo que da lugar a terrenos de macizos y fosas tectónicas visto en varias partes de Europa, incluido el valle del Rin Superior, una fosa entre dos macizos: la cordillera de los Vosgos (en Francia) y la Selva Negra (en Alemania), y también el macizo Rila-Ródope en Bulgaria, sudeste de Europa, incluidos los macizos tectónicos bien definidos de Belasica (macizo lineal), las montañas Rila (macizo abovedado en forma de cúpula) y la cordillera Pirin, un macizo que forma un masivo anticlinal situado entre los complejos valles de las fosas tectónicas del Estrimón y del Mesta .
Las montañas de bloques de tipo inclinado tienen un lado con una suave pendiente y un lado empinado con una escarpa expuesta, y son comunes en la región de Cuenca y Sierra del oeste de los Estados Unidos.
Un ejemplo de fosa tectónica es la cuenca del río Narmada en la India, entre los macizos Vindhya y Satpura.